# Stratonești, Dâmbovița
Stratonești este un sat în comuna Valea Mare din județul Dâmbovița, Muntenia, România. Satul se află partea de vest a satului Saru, la o distanță de aproximativ 3 km, pe platoul unui deal, acoperit pe timpuri de păduri seculare.
 Acest articol despre o localitate din județul Dâmbovița este deocamdată un ciot. Puteți ajuta Wikipedia prin completarea lui.